# Relaxation visqueuse
 (février 2023).
Si vous disposez d'ouvrages ou d'articles de référence ou si vous connaissez des sites web de qualité traitant du thème abordé ici, merci de compléter l'article en donnant les références utiles à sa vérifiabilité et en les liant à la section « Notes et références ».
La relaxation visqueuse est le phénomène par lequel des cratères formés sur une croûte de glace d'eau se déforment, à des échelles de temps géologiques.
La rapidité du phénomène dépend en grande partie de la température de la glace, une glace « chaude » étant moins visqueuse et, en conséquence, plus facile à déformer.